# Коммунистическая партия Испании
Коммунистическая партия Испании (КПИ; исп. Partido Comunista de Españа) — четвёртая по размерам политическая партия Испании. Ведущая сила в коалиции Объединённые левые, связана с крупнейшим профсоюзным объединением страны — Рабочими комиссиями (CC.OO.).

## История

### Основание
Создана в условиях революционного подъёма, вызванного Октябрьской революцией в России. Объединила две партии, принявшие название коммунистических. Первая была организована 15 апреля 1920 года под названием Испанская коммунистическая партия (ИКП), включала значительную часть Федерации социалистической молодёжи (молодёжной организации Испанской социалистической рабочей партии) и сразу же после создания присоединилась к Коминтерну. Вторая появилась, когда 3 апреля 1921 левые делегаты («терсеристы», многие из которых состояли во Всеобщем союзе трудящихся) чрезвычайного съезда Испанской социалистической рабочей партии (ИСРП), выступившие против решения партийного съезда об отклонении «21 условия приёма в Коминтерн», провозгласили создание Испанской коммунистической рабочей партии (ИКРП). 14 ноября 1921 года в Мадриде на конференции обеих компартий была создана единая Коммунистическая партия Испании (КПИ).
В марте 1922 года в Севилье прошёл 1-й съезд партии, одобривший политику единого фронта с членами Всеобщего союза трудящихся (ВСТ) и анархистами. В это время коммунисты и анархо-синдикалисты тесно сотрудничали в революционно-синдикалистском профобъединении Национальная конфедерация труда (НКТ), в чём сыграл свою роль каталонский коммунист Андреу Нин, представлявший НКТ на учредительном конгрессе Профинтерна. Так как партии (к концу 1922 года насчитывавшей 5000 членов) всё ещё не хватало единства, в мае 1922 года в Испанию прибыл эмиссар Коминтерна Жюль Эмбер-Дро, отвечавший за коммунистическое движение в Испании до своего перевода в Латинскую Америку.

### Подполье и расколы
После установления в стране в сентябре 1923 года военной диктатуры генерала Примо де Риверы Компартия, как и остальные левые, была вынуждена уйти в подполье. Впрочем, она продолжала издавать еженедельную газету «Факел» («La Antorcha») до 1927 года. В ноябре 1925 года КПИ объединила усилия с каталонским сепаратистским движением «Estat Català», намереваясь воплотить революционную программу, предусматривавшую создание революционного комитета из представителей оппозиционных партий и вооружённое восстание в Мадриде. Дальнейшие действия включали свержение режима Примо де Риверы, отмену монархии, преобразование Испании в федеративную народную республику, признание независимости Каталонии, Страны Басков и Марокко, полную свободу собраний, экспроприацию крупных землевладельцев и распределение земли среди крестьянства, учреждение рабочих советов в промышленности. Однако этот план так и не был воплощён. Тем временем Компартия страдала как от правительственных репрессий, так и от внутренних разногласий между испанскими сторонниками Сталина, Троцкого и Бухарина.
Следование генеральной линии ВКП(б) привело к исключению и выходу из КПИ внутрипартийной троцкистской и бухаринской оппозиции, концентрировавшейся в основном в Каталонии. Коммунисты, поддерживавшие Левую оппозицию (в том числе Андреу Нин), создали идейно близкую к троцкизму организацию «Коммунистическая левая Испании». Каталано-Балеарская коммунистическая федерация в 1930 году вышла из состава Компартии и поддержала из Международную коммунистическую оппозицию. После присоединения к ней Коммунистической партии Каталонии в Барселоне в 1931 году был оформлен её массовый фронт — Рабоче-крестьянский блок во главе с Хоакином Маурином. В 1935 году «Коммунистическая левая Испании» и Рабоче-крестьянский блок объединились и создали Рабочую партию марксистского единства (Андреу Нин, Маурин Хоакин, Хулиан Горкин).

### Вторая Республика и Народный фронт
После свержения монархии 14 апреля 1931 года КПИ вышла из подполья, приняв активное участие в событиях Испанской революции 1931—1939 годов и вскоре став одной из заметных политических сил страны. Тем не менее, длительное время влияние Компартии уступало влиянию социалистов и анархистов. Первый депутат от КПИ, Каэтано Боливар Эскрибано, был избран в 1933 году, причём на момент избрания он находился в тюрьме.
Важными вехами деятельности КПИ, всё ещё небольшой партии, стали массовые выступления, развернувшиеся в 1934 году: забастовка против включения в правительство представителей Испанской конфедерации автономных правых (СЭДА) в октябре 1934 года, восстание в Астурии, вооружённые выступления в Мадриде, Каталонии, в Стране Басков, Леоне.
В декабре 1935 года руководимая коммунистами Унитарная всеобщая конфедерация труда вошла в ВСТ (где доминировали социалисты), а в январе 1936 года по инициативе КПИ Коммунистическая и Социалистическая партии, а также Левые республиканцы и Республиканский союз, образовали Народный фронт, который, в последний момент поддержанный также анархистами из Национальной конфедерации трудящихся и Федерации анархистов Иберии, одержал на парламентских выборах 16 февраля 1936 победу над блоком консервативных, монархических и клерикально-фашистских партий. В апреле 1936 года Коммунистическая и Социалистическая организации молодёжи при активном содействии КПИ слились, образовав единую организацию Объединённой социалистической молодёжи; в июле 1936 года четыре рабочие партии Каталонии объединились на марксистско-ленинской платформе и создали Объединённую социалистическую партию Каталонии, которая стала работать в тесном контакте с КПИ. С тех пор у Компартии Испании отсутствует региональная организация в Каталонии, вместо неё она опирается на местные широкие левые партии.

### Гражданская война
В период Гражданской войны в Испании 1936—1939 годов, рассматриваемой КПИ как национально-революционной, Коммунистическая партия была основным организатором отпора франкистскому военному мятежу, поддержанному фашистскими режимами Германии и Италии. Компартия сыграла важную роль в привлечении интернациональных бригад. Внутри страны по инициативе КПИ был проведён ряд важных мероприятий, направленных на повышение обороноспособности республики; на республиканской территории была проведена аграрная реформа, в результате которой крестьяне получили свыше 5 млн га помещичьих земель; значительная часть крупных банков и предприятий перешла под контроль государства; Каталония и Страна Басков получили автономию.
Вместе с тем, Москва, а вслед за ней и руководство КПИ, опасались дальнейшего развития социальной революции, проводившейся испанскими рабочими и крестьянами. КПИ выступила против перераспределения земли крестьянами и установления рабочего самоуправления, считая, что это оттолкнёт умеренных буржуазно-либеральных партнёров по Народному фронту и приведёт к ещё большей внешнеполитической изоляции Испанской республики. В то же время влияние КПИ в правительстве, зависевшем от существенной советской помощи, а также внутри ИСРП, увеличивалось. Антагонизм между Компартией и руководством республиканцев, с одной стороны, и выступавшими за революционные преобразования анархистами и Рабочей партией марксистского единства (ПОУМ) — с другой, нарастал. В мае 1937 года правительственные силы и отряды коммунистов в Барселоне приняли участие в разгроме анархистов и антисталинистских марксистов из ПОУМ — своих бывших союзников по республиканскому лагерю. В 1940 году убийство Троцкого было совершено Рамоном Меркадером, агентом НКВД и членом КПИ.
Во время Гражданской войны в Испании партию возглавляли Хосе Диас и Долорес Ибаррури («Пассионария»); в секретариат КПИ входили Сантьяго Каррильо, Фернандо Клаудин, Хуан Коморера, Педро Чека, Антонио Михе и Висенте Урибе. В годы национально-революционной войны число членов КПИ достигло 300 тыс. (в начале 1936 — 30 тыс., в июне 1936—100 тыс.). После падения республики (март 1939) и распространения на всей территории Испании диктатуры Франко КПИ перешла в подполье. Тем не менее, ей удалось сохранить организационную структуру лучше, чем прочим запрещённым партиям. Многие члены КПИ эмигрировали в Советский Союз, где в качестве добровольцев сражались в рядах Красной Армии на фронтах Великой Отечественной войны (всего вступили в ряды Красной Армии около 700 испанцев, живших в эмиграции в СССР, более 200 из них погибли). Член КПИ Энрике Листер стал генералом трёх армий (помимо испанской, также советской и югославской).

### Сопротивление франкизму и переориентация
Во время Второй мировой войны 1939—1945 годов КПИ стремилась не допустить вступления Испании в войну на стороне гитлеровской Германии, содействовала развернувшемуся в стране партизанскому движению — маки. После окончания войны партия перешла к новой тактике, предусматривавшей сочетание легальных и нелегальных форм борьбы, отказавшись от партизанской борьбы, сочтя её непригодной в новых условиях формой революционного движения.
5-й съезд КПИ (ноябрь 1954) принял «Программу коммунистической партии Испании в борьбе за независимость и демократизацию Испании, за коренное улучшение условий жизни испанского народа». В ней указывалось, что предстоящая демократическая революция в Испании будет направлена против усилившегося в стране монополистического капитала и земельной аристократии, а также против внешних империалистических сил, прежде всего США, подрывающих национальный суверенитет Испании. Съезд принял новый устав партии. Стремясь достигнуть единства действий со всеми оппозиционными режиму силами, КПИ в 1956 году выдвинула лозунг о «национальном согласии» (подтвержденный 6 съездом в январе 1960 года). Партия стала налаживать контакты с католиками, прогрессивной интеллигенцией, студенчеством, со всеми, кто выступает за ликвидацию существующего режима. Партия взяла на вооружение стратегию профсоюзной борьбы, создавая Рабочие комиссии внутри официального профсоюзного аппарата.
В 1957 и 1960 годах делегации КПИ участвовали в международных Совещаниях коммунистических и рабочих партий в Москве и одобрили принятые этими совещаниями документы. Сантьяго Каррильо, сменивший Долорес Ибаррури на посту генерального секретаря КПИ в 1960 году, после ввода советских войск в Чехословакию вывел партию на самостоятельный политический курс.
В апреле-мае 1962 года коммунистическая партия инициировала массовые забастовки, в которых приняло участие около 100 тыс. человек. В августе 1962 года коммунисты принимали участие в забастовках на фабрике «Сименс» в Барселоне и в забастовке металлистов в Бильбао.
20 апреля 1963 года в Мадриде был расстрелян активист компартии Хулиан Гримау. В знак протеста, в Барселоне, Астурии, Леоне, Мадриде, Басконии прошли демонстрации; в Севилье объявили забастовку 12 тысяч металлургов; политические заключенные провели день молчания в тюрьме Карабанчель и организовали митинг в тюрьме Каресес. В дальнейшем, по решению муниципалитета, именем Х. Гримау была названа улица в городе Живора во Франции.
В конце апреля 1964 года властями был арестован член ЦК КПИ, Хосе Сандоваль.

### После восстановления демократии
После смерти Франсиско Франко КПИ активно включилась в процессы демонтажа франкистского режима и была легализована 9 апреля 1977 года. КПИ приняла участие в выборах 15 июня 1977 года в Учредительные Кортесы и получила 9,33 % голосов, заняв 3 место. Её деятельность осложнялась разногласиями в связи с переходом партийного большинства в 1970-х на позиции еврокоммунизма (в частности, в новом Уставе, принятом 9 съездом КПИ в 1978 году, отсутствовало всякое упоминание о марксизме-ленинизме), что привело в начале 1980-х годов к расколу.
В январе 1984 года на съезде в Мадриде было провозглашено создание параллельной Коммунистической партии (с 1985 — Коммунистическая партия народов Испании) во главе с И. Гальего и Х. Рамосом. В январе 1989 года часть членов КПНИ вернулась в состав КПИ.

## Генеральные секретари

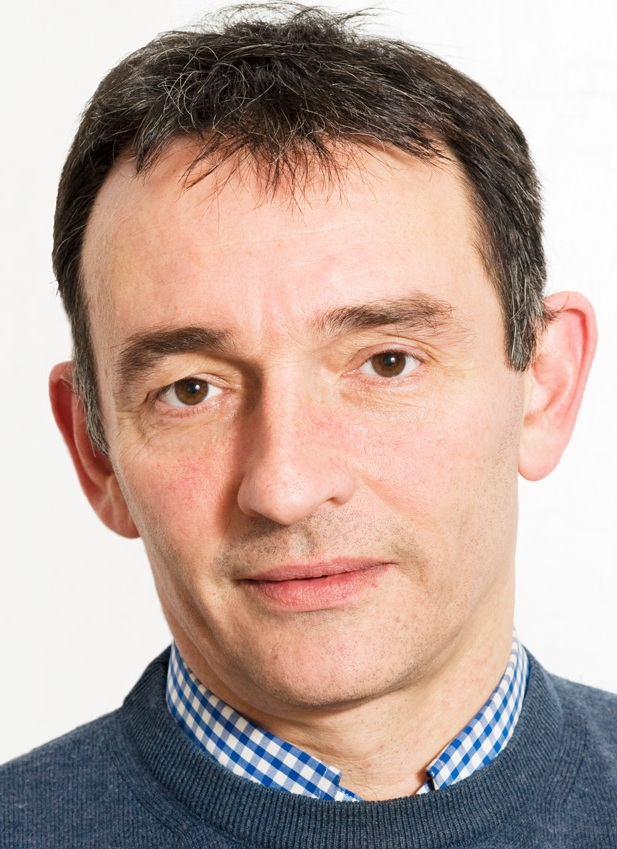
Энрике Сантьяго, генеральный секретарь КПИ

- Антонио Гарсия Кехидо 15 марта 1921 — 8 июля 1923
- Сесар Родригес Гонсалес 8 июля 1923 — август 1925
- Хосе Бульехос август 1925 — 17 марта 1932
- Хосе Диас 17 марта 1932 — 20 марта 1942
- Долорес Ибаррури 20 марта 1942 — 3 июля  1960
- Сантьяго Каррильо 3 июля 1960 — 7 ноября 1982
- Херардо Иглесиас 8 ноября 1982 — 21 февраля 1988
- Хулио Ангита 21 февраля 1988 — 7 декабря 1998
- Франсиско Фрутос 7 декабря 1998 — 8 ноября 2009
- Хосе Луис Сентелья 8 ноября 2009 — 2 декабря 2017
- Энрике Сантьяго 8 апреля 2018 — по н.вр.